# Патрік Гальбрайт
Патрік Гальбрайт (дан. Patrick Galbraith, нар. 11 березня 1986, Гадерслев) — данський хокеїст, воротар клубу Метал Ліген «Сеннер'юск Айсхокей». Гравець збірної команди Данії.

## Ігрова кар'єра
Професійну хокейну кар'єру розпочав 2006 року виступами за юніорську команду однієї з американських ліг. У Данії захищав кольори клубу «Воєнс».
Пізніше виступав у Швеції захищаючи кольори команд ІК Оскарсгамн, «Вестра Фрелунда», «Лександ» та «Б'єрклевен», недовго виступав за «Слован» (Братислава) у Словаччині та «Еспоо Блюз» у Фінляндії.
З 2013 року Патрік виступав за «Карлскруну» в Хокей-Аллсвенскан до переїзду до «Крефельду» в грудні 2015 року. Після сезону 2016–17 Гальбрайт відіграв 45 матчів але не завадив клубу посісти останню сходинку через що покинув клуб 3 березня 2017 року через відмову у продовженні контракту.
Відігравши сезон за англійський «Ноттінгем Пантерс» повернувся на батьківщину, де наразі грає за клуб «Сеннер'юск Айсхокей» в Метал Ліген.

## На рівні збірних
Патрік неодноразово виступав у складі національної збірної Данії, зокрема на чемпіонаті світу 2010 року.

## Нагороди та досягнення
- Чемпіон Данії в складі «Сеннер'юск Айсхокей» — 2006, 2009.

## Родина
Батько Патріка Джордж Гальбрайт канадець за походженням, який переїхав до Данії в 1977 році і виступав за клуб «Воєнс».